# Dvilinkis
Dvilinkis je potok na západě Litvy v okrese Kretinga (Klaipėdský kraj), v Žemaitsku. Pramení v zahrádkářské kolonii Vaiteliai u vsi Žvirbliai do řeky Minije se vlévá naproti vsi Žvelsėniai, 67,3 km od jejího ústí do Atmaty. Je to její pravý přítok.

## Přítoky
Nemá významnější přítoky.